# Miss Venezuela 2000
Miss Venezuela 2000 fue la 47.ª edición del certamen Miss Venezuela. Se llevó a cabo el viernes 8 de septiembre de 2000. El concurso fue transmitido en vivo por Venevisión desde el Poliedro de Caracas, en Caracas, Venezuela. Al final del evento, Martina Thorogood, Miss Venezuela 1999 de Miranda coronó a Eva Ekvall de Apure como su sucesora.

## Desarrollo
El espectáculo del viernes 8 de septiembre de 2000 contó con la animación de Maite Delgado, el moderador y animador mexicano Omar Germenos y la actriz Fabiola Colmenares.
La cantante cubana Malena Burke abrió con una pieza del clásico Casablanca, Viviana Gibelli en el centro de una escenografía al estilo de las mil y una noche, una estampa musical de ritmos afrocaribeños, un número colombiano a cargo de Oscar D'León y el elenco de la novela estelar de Venevisión resaltaron entre las interpretaciones que armó en esta ocasión Joaquín Riviera.

## Resultados
| Posiciones                   | Candidatas |
| ---------------------------- | --- |
| Miss Venezuela 2000          | - Apure - Eva Ekvall |
| Miss Venezuela Internacional | - Costa Oriental - Vivian Urdaneta |
| Primera finalista            | - Guárico - Ligia Petit |
| Top 10                       | - Anzoátegui - Victoria López-Pando - Bolívar - Ainett Stephens - Cojedes - Astrid Carati - Caracas - Dahilmar Toledo - Nueva Esparta - Zonia El Hawi - Península Goajira - Daniela Monzant - Zulia - Cecilia Villegas |

### Premios especiales
| Premio                | Candidata                          |
| --------------------- | ---------------------------------- |
| Miss Belleza Integral | Miss Táchira - Isis Durán          |
| Mejor Figura          | Miss Monagas - Véronica Hernández  |
| Miss Internet         | Miss Apure - Eva Ekvall            |
| Miss Fotogénica       | Miss Apure - Eva Ekvall            |
| Mejor Pasarela        | Miss Mérida – Bianca Urdaneta      |
| La piel más linda     | Miss Trujillo - Véronica Leal      |
| Miss Simpatía         | Miss Bolívar - Ainett Stephens     |
| El rostro más bello   | Miss Lara - Felisa Gómez           |
| La sonrisa más bella  | Miss Nueva Esparta - Zonia El Hawi |

## Candidatas Oficiales
| Estado            | Candidata                          | Edad | Estatura (m) | Ciudad Natal            |
| ----------------- | ---------------------------------- | ---- | ------------ | ----------------------- |
| Amazonas          | Leidy Gisela Moncada Guerrero      | 18   | 1,78         | San Cristóbal           |
| Estado Anzoátegui | Victoria Eugenia López-Pando Noboa | 19   | 1,77         | Puerto La Cruz          |
| Apure             | Eva Mónica Anna Ekvall Johnson     | 17   | 1,79         | Caracas                 |
| Aragua            | Adriana Alcibel Steinkopf Torres   | 18   | 1,84         | Valencia                |
| Barinas           | Kelyn Yosselin Torres Peña         | 18   | 1,77         | Tovar                   |
| Bolívar           | Ainett Mery Stephens Sifontes      | 18   | 1,81         | Ciudad Guayana          |
| Carabobo          | Mariángelica García López          | 18   | 1,75         | Valencia                |
| Cojedes           | Astrid Eyleen Carati Del Nogal     | 21   | 1,73         | Ciudad Guayana          |
| Costa Oriental    | Vivian Inés Urdaneta Rincón        | 21   | 1,75         | Maracaibo               |
| Delta Amacuro     | Paola Andrea Cevallos Zuluaga      | 20   | 1,84         | La Victoria             |
| Distrito Capital  | Dahilmar Del Valle Toledo Moreno   | 17   | 1,76         | Valencia                |
| Falcón            | Anaìs Marìa Franco Millán          | 23   | 1,70         | Cabimas                 |
| Guárico           | Ligia Fernanda Petit Vargas        | 18   | 1,75         | Caracas                 |
| Lara              | Felisa Elena Gómez Perdomo         | 22   | 1,70         | Barquisimeto            |
| Mérida            | Bianca Rosanna Urdaneta García     | 18   | 1,79         | Maracaibo               |
| Miranda           | Susana Stephany De Fazio Bracutto  | 17   | 1,74         | Caracas                 |
| Monagas           | Véronica María Hernández Osborn    | 20   | 1,77         | Caracas                 |
| Nueva Esparta     | Zonia Hassan El Hawi Musa          | 20   | 1,75         | Porlamar                |
| Península Goajira | Daniela Ysabel Monzant Valencia    | 18   | 1,78         | Maracaibo               |
| Portuguesa        | Sabrina Daneri                     | 21   | 1,78         | Buenos Aires, Argentina |
| Sucre             | Reyna Fabiola Borges Noguera       | 19   | 1,73         | Valencia                |
| Táchira           | Ysis Yulami Durán Moreno           | 21   | 1,72         | Ureña                   |
| Trujillo          | Véronica Leal Prieto               | 19   | 1,73         | Maracaibo               |
| Vargas            | Ana Belén Abreu Toledo             | 18   | 1,76         | Cienfuegos, Cuba        |
| Yaracuy           | Natascha Vanessa Börger Sevilla    | 19   | 1,80         | Caracas                 |
| Zulia             | Cecilia Villegas Arteaga           | 24   | 1,79         | Awali, Baréin           |

## Datos acerca de las delegadas
- Algunas de las delegadas del Miss Venezuela 2000 participaron, en otros certámenes de importancia nacionales e internacionales:
  - Eva Ekvall (Apure) fue tercera finalista en Miss Universo 2001 en Bayamón, Puerto Rico.
  - Vivian Urdaneta (Costa Oriental) ganó Miss International 2000 en Tokio, Japón.
  - Ligia Petit (Guárico) ganó Reina Sudamericana 2000 en Santa Cruz, Bolivia, y más tarde ganó Miss Intercontinental 2001 en Coburg, Alemania. También fue primera finalista en Miss Atlántico Internacional 2001 en Punta del Este, Uruguay.
  - Mariangelica García (Carabobo) ganó el Miss Turismo Venezuela y luego fue semifinalista en Miss Turismo Mundial 2002 en Antalya, Turquía.
  - Natascha Borger (Yaracuy) ganó Miss Alemania 2002 y fue semifinalista en Miss Universo 2002 en San Juan, Puerto Rico. También fue semifinalista en Miss Internacional 2004 en Beijing, China (representando a Alemania). También fue primera finalista en Miss Europa 2002.
  - Fabiola Borges (Sucre) fue segunda finalista en Miss Intercontinental 2000 en Kaiserslautern, Alemania.
  - Kelyn Torres (Barinas) participa sin éxito en Top Model of the World 2008 celebrado en Hurgada, Egipto. Logró ganar el premio Top Model Photogenic of the world.
  - Zonia El Hawi (Nueva Esparta) participa sin éxito en Reinado Internacional del Café 2001 en Manizales, Colombia.